# Kevin Jörg
Kevin Jörg (ur. 11 września 1995) – szwajcarski kierowca wyścigowy.

## Życiorys

### Początki kariery
Jörg rozpoczął karierę w jednomiejscowych samochodach wyścigowych w wieku 16 lat w 2011 roku w Formule BMW Talent Cup. Zajął w niej 4 miejsce. Później przeniósł się do Formuły Abarth, gdzie też startował do 2012 roku. W pierwszym sezonie startów był sklasyfikowany odpowiednio na 19 w europejskiej oraz na 22 we włoskiej serii. W 2012 roku było już nieco lepiej. We włoskiej edycji zdołał nawet sześciokrotnie stanąć na podium. Zarówno w europejskiej, jak i we włoskiej edycji ukończył sezon na 6 lokacie.

### Formuła Renault
W 2012 roku Jörg rozpoczął starty w Europejskim Pucharze Formuły Renault 2.0 oraz w Północnoeuropejskim Pucharze Formuły Renault 2.0. W serii północnoeuropejskiej, w bolidzie zespołu Daltec Racing z dorobkiem trzech punktów ukończył sezon na 47 pozycji, a w europejskim pucharze wystartował gościnnie w tylko jednym wyścigu.
Na sezon 2013 Jörg podpisał kontrakt z ekipą Jenzer Motorsport na starty w Europejskim Pucharze Formuły Renault 2.0 oraz Alpejskiej Formule Renault 2.0. Z dorobkiem odpowiednio dwóch i dziewięćdziesięciu punktów został sklasyfikowany odpowiednio na 23 i czwartej pozycji w klasyfikacji generalnej.
W 2014 roku Szwajcar rozpoczął współpracę z niemiecką ekipą Josef Kaufmann Racing w Europejskim Pucharze Formuły Renault 2.0 oraz w Północnoeuropejskim Pucharze Formuły Renault 2.0. W edycji europejskiej w ciągu czternastu wyścigów, w których wystartował, dwukrotnie stawał na podium, w tym raz na jego najwyższym stopniu. Uzbierał łącznie 87 punktów. Dało mu to szóste miejsce w końcowej klasyfikacji kierowców. W serii północnoeuropejskiej odniósł dwa zwycięstwa i trzy razy stawał na podium. Z dorobkiem 118 punktów uplasował się na trzynastej pozycji w klasyfikacji generalnej.
W drugim sezonie współpracy łączył starty w północnoeuropejskim cyklu z europejską edycją. W pierwszej z nich był wyraźnie w cieniu zespołowego partnera, a zarazem rodaka Louis Delétraz. Największy sukces odniósł na austriackim torze Red Bull Ring, gdzie wygrał dwa z trzech startów. Do końca sezonu rywalizował o tytuł wicemistrzowski z Japończykiem Ukyo Sasaharą. Pokonał go różnicą zaledwie dziewięciu punktów. W trakcie zmagań jedenastokrotnie stawał na podium, dwukrotnie startował z pole position oraz trzykrotnie uzyskiwał najszybsze okrążenie wyścigu.
W drugiej z nich do ostatniej rundy walczył o tytuł mistrzowski. Na rundę rozegraną na hiszpańskim torze Jerez de la Frontera przyjechał jako wicelider klasyfikacji generalnej. Spadek na koniec stawki w ostatnim wyścigu sezonu zniweczył jednak szansę na triumf. W ogólnej punktacji zdobył tyle samo „oczek”, co Delétraz (193), jednak ze względu na mniejszą liczbę zwycięstw (tylko jedno, odniesione w drugim starcie na brytyjskim torze Silverstone) został sklasyfikowany na 3. miejscu. Do niespodziewanego triumfatora, Brytyjczyka Jacka Aitkena, stracił trzynaście punktów. Szwajcar sześciokrotnie stawał na podium, raz sięgnął po pierwsze pole startowe oraz dwukrotnie uzyskał najszybszy czas okrążenia.

### Seria GP3
W sezonie 2016 awansował do serii GP3, gdzie nawiązał współpracę z debiutującą, lecz utytułowaną ekipą z Francji, DAMS.

## Wyniki

### GP3
| Legenda oznaczeń w tabelach wyników Wyświetl szablon na nowej stronie | Legenda oznaczeń w tabelach wyników Wyświetl szablon na nowej stronie                                                                     |
| Oznaczenie                                                            | Wyjaśnienie |
| --------------------------------------------------------------------- | --- |
| Złoty                                                                 | Zwycięzca lub mistrzostwo |
| Srebrny                                                               | 2. miejsce lub wicemistrzostwo |
| Brązowy                                                               | 3. miejsce lub II wicemistrzostwo |
| Zielony                                                               | Ukończył, punktował (w klasyfikacji generalnej, gdy zdobył co najmniej jeden punkt na przestrzeni sezonu, poza trzema powyższymi opcjami) |
| Niebieski                                                             | Ukończył, nie punktował (w klasyfikacji generalnej, gdy nie zdobył co najmniej jednego punktu na przestrzeni sezonu)                      |
| Czerwony                                                              | Nie zakwalifikował się (NZ) |
| Czerwony                                                              | Nie prekwalifikował się (NPK) |
| Różowy                                                                | Nie ukończył (NU) |
| Różowy                                                                | Niesklasyfikowany (NS) (w klasyfikacji generalnej, gdy nie został sklasyfikowany w żadnym wyścigu sezonu)                                 |
| Czarny                                                                | Zdyskwalifikowany (DK) |
| Czarny                                                                | Wykluczony (WYK/EX) |
| Biały                                                                 | Nie wystartował (NW) |
| Biały                                                                 | Kontuzjowany (K/INJ) |
| Biały                                                                 | Wyścig odwołany (OD/C) |
| Bez koloru                                                            | Został wycofany (WYC/WD) |
| Bez koloru                                                            | Nie przybył (NP/DNA) |
| Bez koloru                                                            | Nie brał udziału w treningach (NT/DNP) |
| Bez koloru                                                            | Nie został zgłoszony (–) |
| Pogrubienie                                                           | Start z pole position |
| Kursywa                                                               | Najszybsze okrążenie wyścigu |
| †                                                                     | Nie ukończył, ale jego rezultat został zaliczony ze względu na przejechanie więcej niż 90% dystansu wyścigu.                              |
| *                                                                     | Sezon w trakcie |
| 1/2/3                                                                 | Punktowana pozycja w sprincie kwalifikacyjnym                                                                                             |
| Lista systemów punktacji Formuły 1                                    | |

| Rok  | Zespół | Wyniki w poszczególnych eliminacjach | Wyniki w poszczególnych eliminacjach | Wyniki w poszczególnych eliminacjach | Wyniki w poszczególnych eliminacjach | Wyniki w poszczególnych eliminacjach | Wyniki w poszczególnych eliminacjach | Wyniki w poszczególnych eliminacjach | Wyniki w poszczególnych eliminacjach | Wyniki w poszczególnych eliminacjach | Wyniki w poszczególnych eliminacjach | Wyniki w poszczególnych eliminacjach | Wyniki w poszczególnych eliminacjach | Wyniki w poszczególnych eliminacjach | Wyniki w poszczególnych eliminacjach | Wyniki w poszczególnych eliminacjach | Wyniki w poszczególnych eliminacjach | Wyniki w poszczególnych eliminacjach | Wyniki w poszczególnych eliminacjach | Punkty | Pozycja |
| ---- | ------ | ------------------------------------ | ------------------------------------ | ------------------------------------ | ------------------------------------ | ------------------------------------ | ------------------------------------ | ------------------------------------ | ------------------------------------ | ------------------------------------ | ------------------------------------ | ------------------------------------ | ------------------------------------ | ------------------------------------ | ------------------------------------ | ------------------------------------ | ------------------------------------ | ------------------------------------ | ------------------------------------ | ------ | ------- |
| 2016 | DAMS   | ESP                                  | ESP                                  | AUT                                  | AUT                                  | GBR                                  | GBR                                  | HUN                                  | HUN                                  | GER                                  | GER                                  | BEL                                  | BEL                                  | ITA                                  | ITA                                  | MAL                                  | MAL                                  | ARE                                  | ARE                                  | 26     | 14      |
| 2016 | DAMS   | 5                                    | 7                                    | 13                                   | 14                                   | 15                                   | 11                                   | 10                                   | 9                                    | 14                                   | 10                                   | 11                                   | NU                                   | NS                                   | 12                                   | 12                                   | 11                                   | 4                                    | 8                                    | 26     | 14      |

### Podsumowanie
| Sezon | Seria                                         | Zespół                | Wyścigi | Zwycięstwa | PP | NO | Podium | Punkty | Pozycja |
| ----- | --------------------------------------------- | --------------------- | ------- | ---------- | -- | -- | ------ | ------ | ------- |
| 2011  | Włoska Formuła Abarth                         | Jenzer Motorsport     | 2       | 0          | 0  | 0  | 0      | 2      | 22      |
| 2011  | Europejska Formuła Abarth                     | Jenzer Motorsport     | 4       | 0          | 0  | 0  | 0      | 7      | 19      |
| 2011  | LO Formel Lista Junior                        | Jo Zeller Racing      | 2       | 0          | 0  | 0  | 0      | 5      | 12      |
| 2011  | Formuła BMW Talent Cup                        |                       | 1       | 0          | 0  | 0  | 0      |        | 4       |
| 2012  | Włoska Formuła Abarth                         | Jenzer Motorsport     |         |            |    |    |        | 122    | 6       |
| 2012  | Europejska Formuła Abarth                     | Jenzer Motorsport     | 24      | 0          | 1  | 0  | 6      | 176    | 6       |
| 2012  | Europejski Puchar Formuły Renault 2.0         | EPIC Racing           | 1       | 0          | 0  | 0  | 0      | 0      | NS      |
| 2012  | Północnoeuropejski Puchar Formuły Renault 2.0 | Daltec Racing         | 2       | 0          | 0  | 0  | 0      | 3      | 47      |
| 2013  | Europejski Puchar Formuły Renault 2.0         | Jenzer Motorsport     | 14      | 0          | 0  | 0  | 0      | 2      | 23      |
| 2013  | Alpejska Formuła Renault 2.0                  | Jenzer Motorsport     | 14      | 0          | 0  | 0  | 3      | 90     | 4       |
| 2014  | Europejski Puchar Formuły Renault 2.0         | Josef Kaufmann Racing | 14      | 1          | 0  | 0  | 2      | 87     | 6       |
| 2014  | Północnoeuropejski Puchar Formuły Renault 2.0 | Josef Kaufmann Racing | 7       | 2          | 2  | 3  | 3      | 118    | 13      |
| 2015  | Europejski Puchar Formuły Renault 2.0         | Josef Kaufmann Racing | 17      | 1          | 1  | 2  | 6      | 193    | 3       |
| 2015  | Północnoeuropejski Puchar Formuły Renault 2.0 | Josef Kaufmann Racing | 16      | 2          | 2  | 3  | 11     | 305    | 2       |
| 2016  | Seria GP3                                     | DAMS                  | 18      | 0          | 0  | 0  | 0      | 26     | 14      |